# Hồng Thái, Văn Lãng
Hồng Thái là một xã thuộc huyện Văn Lãng, tỉnh Lạng Sơn, Việt Nam.
Xã Hồng Thái có diện tích 16,14 km², dân số năm 1999 là 2.048 người, mật độ dân số đạt 127 người/km².
Theo thống kê năm 2019, xã Hồng Thái có diện tích 16,14 km², dân số là 1.697 người, mật độ dân số đạt 105 người/km².